# Luftfoto
Luftfotografering er at tage fotografier af objekter på jorden fra en høj position. Udtrykket henviser sædvanligvis til billeder, hvor kameraet ikke er understøttet af en jordbaseret struktur. Kameraer kan være håndholdte eller monteret, og fotografier kan tages af en fotograf, eller udløses ved fjernbetjening eller udløses automatisk. Platforme for luftfotografering omfatter fastvingede fly, helikoptere, balloner, luftskibe og styrbare balloner, raketter, drager, pæle, faldskærme og UAV.
Luftfotografier kan deles i to kategorier, lodfotos og skråfotos. Lodfotoet er karakteriseret ved at være lodrette optagelser fra stor højde med henblik på kortlægning, planlægning og militære formål. Skråfotoet er billeder i fugleperspektiv, typisk af enkelte bygninger, huse eller anlæg samt panoramabilleder af hele byer. Skråfotos er hovedsageligt optaget med salg for øje.
En tredje måde at tage fotos er direkte ned, dette bruges til kort og kaldes i daglig tale ortofoto efter det fulde navn ortofotografisk kort. I nyere tid er ortofoto blevet almene værktøjer igennem apps og websites, hvor de ofte kaldes "satellitfoto", og hentyder til at de er blevet taget af satellitter i kredsløb om jorden.
De første luftfotos blev optaget allerede under 1. verdenskrig, hvor man for første gang kortlagde fjendens placering og styrke fra luften. Under 2. verdenskrig brugte man bl.a. luftfotos til at kortlægge vanddybderne ud for Normandiets kyst, forud for D-dag.
Siden er kortlægning ud fra flyfotos, fotogrammetri, blevet den mest anvendte metode til udarbejdelse af digitale kort. Et kamera placeret i bunden af et fly optager billeder af området under flyet, som flyver langs rette og parallelle linjer. Således kan en mosaik af billeder dække et større geografisk område.

## Danmark
Geodætisk Institut har været ret tilbageholdende med at anvende luftfotos til udtegning af kort i Danmark, men i Østgrønland brugte de fotogrammetri allerede i 1931-34 på den Danske tre-års Ekspedition. Her lånte man Marinens Flyvevæsens Heinkel He 8, H.M.II pontonfly.
I 1944 blev Danmark overfløjet af tyske Luftwaffe, som optog lodfotografier af Danmark til militært brug. Under Den Kolde Krig optog US Air Force i 1954 omkring 42.000 luftfotos, Basic Cover. Projektet var hemmeligt, og skulle formentlig bruges i NATO sammenhæng. Geodætisk Institut gennemført de første sporadiske fotograferinger fra luften i 1921, men først fra 1966 begyndte Geodætisk Institut regelmæssigt at bruge fotoflyvninger til fotogrammetriske kort. Til fotogrammetri kræves der specielle vejrforhold uden skyer, træerne skal være løvfældet og der må ikke ligge sne og vandpytter på jorden. Det begrænser tidsrummet til nogle få uger om foråret og evt. om efteråret. "Spaghetti"-opdatering i GIS er dog ikke så hæmmet af lysforholdene. Fotoflyvninger planlægges typisk til parallelle nord/syd- eller øst/vestgående flyveruter. Successive billeder bestræbes at have 60 % overlapning og nabolinjer overlapper med 30 %. Overlapningerne giver mulighed for højdemålinger ud fra 3D-effekten og i øvrigt lettes fotomosaik. Fotoflyet skal flyve så tæt på den planlagte rute som muligt, uden for mange kurskorrektioner. På grund af vindretningen vil flyets næse ikke altid pege fremad i flyveretningen (krabbevinklen), så kameraet skal modkorrigeres for at billederne ikke bliver vredet.
I 1936 grundlagde piloten Viggo Sylvest Jensen en luftfotovirksomhed, der først og fremmest fotograferede landbrugsejendomme og andre landsbybebyggelser i form af skråfoto, som efterfølgende blev søgt afsat til ejendommenes beboere. Sylvest Jensens tusindvis af billeder indgår i dag sammen med andre luftfotografers arbejder i Det Kongelige Biblioteks luftfotosamling. Luftfotos findes også i andre samlinger.
I september 2012 åbnede den nationale portal Danmark set fra luften, hvor der i samarbejde med regioner, kommuner, museer og lokalforeninger sker en digitalisering af alle Det Kongelige Biblioteks samlinger af skråfotos efter de private luftfotovirksomheder, dvs. Sylvest Jensen såvel som de øvrige. Da luftfotografierne er optaget efter flyruter, er det nødvendigt efterfølgende af få grupper af billeder uden præcis lokalitet placeret geografisk korrekt. Det sker ved at brugere med lokalkendskab på et digitalt kort angiver billedernes præcise geografiske placering. I alt er 90 pct. af alle billeder blevet knyttet til den korrekte adresse gennem brugerinddragelse. Portalen er afhængig af fondsstøtte. Da det drejer sig om i alt ca. 3,5 millioner skråoptagelser, vil Danmark blive dækket lidt efter lidt. Efter den aktuelle plan (2015) kommer portalen til at dække Fyn med omliggende øer, Bornholm, det tidligere Ringkøbing Amt, Sjælland, Lolland-Falster, Møn med omliggende øer og Kattegatøerne.